# Fem unga
Fem unga (Die jungen Fünf) war eine Gruppe schwedischer Schriftsteller. Sie gab 1929 eine gleichnamige Anthologie modernistischer Poesie und Prosa heraus, die bei Albert Bonniers Förlag erschien. Die Mitglieder der Gruppe waren Erik Asklund, Josef Kjellgren, Artur Lundkvist, Harry Martinson uns Gustav Sandgren. Die Gruppe existierte nur wenige Jahre, bevor die Autoren unterschiedliche künstlerische und weltanschauliche Wege gingen. Ihre Dichtung war geprägt vom Willen zur Einfachheit und der Überwindung literarischer Traditionen.